# Rábai Gyula (vegyész)
Rábai Gyula (Tetétlen, 1949. december 16. –) magyar vegyész, a Debreceni Egyetem egyetemi tanára, a Magyar Tudományos Akadémia doktora.

## Élete
Általános iskolába szülőfalujában járt, majd a Debreceni Vegyipari Technikumban érettségizett, és a Kossuth Lajos Tudományegyetemen (KLTE) kapott vegyész oklevelet 1973-ban. Már ebben az évben csatlakozott a KLTE Fizikai Kémiai Tanszékéhez. Eleinte tudományos munkatársként, majd tudományos tanácsadóként dolgozott. 2000- 2014 között egyetemi tanári státuszban közreműködött a Tanszék munkájában. 2004-2010 között a Kémiai Tanszékcsoport elnöke, majd a Kémiai Intézet alapító igazgatója volt.  Vegyész-, vegyészmérnök- és kémiatanár hallgatók generációit oktatta az egyetemen. A Debreceni Egyetem Kémiai Doktori Iskola Ph.D képzéséhez kapcsolódva doktori témákat vezetett. Kutatómunkája az oszcillációs kémiai reakciók kinetikájának, mechanizmusának felderítésére irányult kísérletekkel és számítógépes modellezéssel.  Tudományos pályafutásának fontosabb állomásai: 1976-ban egyetemi doktori fokozatot, 1985-ben a kémiai tudomány kandidátusa minősítést, 2000-ben a Magyar Tudományos Akadémia Doktora címet szerzett. Jelentős hazai és nemzetközi együttműködések résztvevője. 1988-1992 között a Brandeis Egyetem (Waltham MA, USA) vendégkutatója, 1993-94-ben, majd 1996-ban az Okazaki Nemzeti Kutatóközpont (Okazaki, Japan) vendége, 1999-ben pedig a Hiroshimai Egyetem vendégprofesszora.
2014-ben A Magyar Érdemrend tisztikeresztjével tüntették ki.  Jelenleg nyugalmazott egyetemi tanárként az Ozeki Informatikai Kft. (Budapest) tanácsadója.